# Asclepias bracteolata
Asclepias bracteolata är en oleanderväxtart som beskrevs av Fourn.. Asclepias bracteolata ingår i släktet sidenörter, och familjen oleanderväxter. Inga underarter finns listade i Catalogue of Life.